# Peninsular Express
De Peninsular Express was een van de treinen die, door de Compagnie Internationale des Wagons-Lits (CIWL), werd ingezet om voor rederijen passagiers naar de vertrekhaven te vervoeren. De Peninsular Express verzorgde de verbinding tussen Engeland en de haven van Brindisi, waar de reis per boot voortgezet werd.

## Geschiedenis
In 1869 werd het Suezkanaal geopend en dat was voor de Britse posterijen en rederij P&O aanleiding om de posttrein niet meer naar een Franse middellandsezee haven te laten rijden maar naar Brindisi om zo dicht mogelijk bij het Suezkanaal te komen. Hiervoor werd gekozen voor het traject Oostende-Brennerpas-Brindisi. In 1870 keerde de Belgische ingenieur Georges Nagelmaekers terug van een bezoek aan de Verenigde Staten met het idee om in Europa een net van luxetreinen op te zetten. Toen in 1870 de posttrein, de Indian Mail, ging rijden begon Nagelmaekers meteen met onderhandelingen om slaaprijtuigen aan de Indian Mail te hangen en daarmee zijn eerste trein te realiseren. Toen de zaak eindelijk beklonken leek werd de Fréjustunnel geopend en besloten de Britse posterijen om weer door Frankrijk te rijden.
De eigenaar van de Fréjustunnel had echter een contract met Pullman zodat de rijtuigen van Nagelmaekers niet meer mee konden. Nagelmaekers liet zich niet van zijn idee afbrengen en richtte in 1876 de CIWL op. Zijn eerste trein, de Oriënt-Express, reed in 1883.

## CIWL
In Italië stuitte Nagelmaekers nog tot 1885 op verschillende contracten met zijn concurrent Pullman. In 1885 fuseerden een aantal Italiaanse spoorwegmaatschappijen en liep een aantal contracten met Pullman af. CIWL nam ook een aantal contracten over van Pullman. Het idee om slaaprijtuigen aan de Indian Mail te hangen kon echter maar gedeeltelijk worden uitgevoerd omdat de spoorweg langs de Adriatische zee nog steeds een contract met Pullman had. Het gevolg was dat reizigers in Bologna moesten overstappen van CIWL op Pullman of omgekeerd. De klanten van P&O stelden dit overstappen niet op prijs en bovendien wilden ze een "Engelse trein" waar onderweg niet allerlei buitenlanders in en uit stapten. Toen de contracten met Pullman in 1890 afliepen greep de CIWL die kans en presenteerde de Peninsular Express. De naam refereerde zowel aan Italië als aan de rederij P&O. De trein is op 18 juli 1890 in gebruik genomen om Engelsen naar de haven van Brindisi te vervoeren. Daar was aansluiting op een stoomboot van de P&O om via het Suezkanaal naar India verder te reizen. Phileas Fogg en Passepartout deden dit al in 1873, 17 jaar voordat de trein echt reed, in Jules Verne's boek De reis om de wereld in tachtig dagen. De heenreis begon op vrijdag in Londen, op zaterdag werd overdag de Povlakte doorkruist en zondagmiddag kwam de trein aan in Brindisi, op de terugweg werden de rijtuigen aan de Indian Mail gehangen en was er dus geen sprake van een zelfstandige trein.

## Rollend materieel

### Rijtuigen
De trein bestond uit slaaprijtuigen, een restauratierijtuig en een bagagewagen.

## Route en Dienstregeling
| PC    | land      | station      | km | CP |
| ----- | --------- | ------------ | -- | -- |
| 15:15 | Frankrijk | Londen       |    |    |
| 23:00 | Frankrijk | Parijs Noord |    |    |
| 00:15 | Frankrijk | Parijs Noord |    |    |
| 16:00 | Italië    | Brindisi     |    |    |

De boot naar India voer om 22:00 uur uit.